# Condado de Marshall (Illinois)
O Condado de Marshall é um dos 102 condados do Estado americano de Illinois. A sede do condado é Lacon, e sua maior cidade é Lacon. O condado possui uma área de 1 032 km² (dos quais 32 km² estão cobertos por água), uma população de 13 180 habitantes, e uma densidade populacional de 13 hab/km² (segundo o censo nacional de 2000). O condado foi fundado em 19 de janeiro de 1839.